# Rasmus Rask
Rasmus Christian Rask (Brendekilde, 1787. november 22. – Koppenhága, 1832. november 14.) dán nyelvész.

## Élete
Eleinte a skandináv nyelvekkel és a rokon germán nyelvészettel foglalkozott, még gimnázista korában megírt egy rövid izlandi nyelvtant, mely első nagyobb művének a Vejledning til det islandske eller gammel nordiske sprog (Koppenhága, 1811) szolgált alapul. Mint egyetemi hallgató Nyerup ajánlatára alkalmazást nyert az egyetemi könyvtárnál Koppenhágában. 1807 és 1812 között számos európai nyelvnek írta meg rövid nyelvtanát. Izlandi nyelvtanulmányok céljából 1813-1815-ben Izland szigetén tartózkodott. Ottani tanulmányainak gyümölcs lett korszakalkotó munkája: Undersögelse om det gamle nordiske eller islandske sprogs oprindelse (uo. 1817), melyben Boppal egyidejűleg megállapítja az összehasonlító nyelvtudomány rendszerét. 1816-ban tanulmányútra indult a Keletre. Hét évi utazása alatt számos keleti nyelvet elsajátított. Keleti tanulmányainak eredménye a zend nyelvről írt könyve, melyet Hagen németre fordított Ueber das Alter der Zendsprache und die Echtheit des Zendavesta (1826). 1831-ben a keleti nyelvek tanára lett a koppenhágai egyetemen és egy évre rá elhunyt.